# 공지영
공지영(孔枝泳, 1963년 1월 31일~)은 대한민국의 소설가, 작가이다.
민주화운동이 한창이던 1980년대에 자유실천문인협의회, 출판사, 대학원, 번역직 등 여러 일을 하다가 노동운동에 가담하고 1987년 부정 개표 반대 시위에 참가했다가 구치소에 수감되기도 했다. 이때 자신이 진정으로 원하는 것은 소설작가임을 깨닫게 되고 1988년 구치소에서의 경험을 토대로 쓴 《동트는 새벽》을 내놓아 창작과 비평에 실리며 등단했다. 1994년에는 《고등어》, 《인간에 대한 예의》, 《무소의 뿔처럼 혼자서 가라》 세 권이 동시에 베스트셀러 10위권에 오르면서 대한민국 최고의 베스트셀러 작가로 등극했고 '공지영 신드롬'이라는 용어가 생겨나기도 했다. 이후 자전적 성장 소설 《봉순이 언니》가 인기를 끌었고, 7년간의 공백 끝에 사형제 존폐 문제를 다룬 소설 《우리들의 행복한 시간》은 영화로도 제작되어 400만 관객을 돌파하면서 성공했다. 많은 인세 수입을 얻었으나 이혼 등의 시련과 개인 가치관으로 부를 이루지는 못했다. 본인의 경험담을 승화하여 실제 가족을 모델로 한 《즐거운 나의 집》에서 사생활을 당당하게 공개하면서 젊은 여성들에게 지지를 받아 '닮고 싶은 여성 4위'에 오르기도 했다. 2011년 이상문학상 대상을 수상했고 현재까지 내놓은 작품들은 모두 합해 900만부가 팔렸다. 2009년 출판한 《도가니》 역시 영화로 제작되어 누적 관객 수 460만을 돌파했다.  여성 문제, 사회적 소외, 인간 내면의 상처 등을 주요 주제로 다루며, 문학과 사회를 연결하는 작품 세계를 전개해왔습니다. 

## 학력
- 예일초등학교
- 서울여자중학교
- 중앙여자고등학교
- 연세대학교 영어영문학과 학사

## 생애

### 유년기 및 청소년기
공지영은 그의 자전적 소설 《봉순이 언니》의 배경이 되었던 서울특별시 마포구 아현동에서 1남 2녀의 막내로 태어났다. 아버지는 국비 유학생으로 미국에 유학을 다녀 온 적이 있으며, 차와 기사가 있을 정도로 부유한 집안이었다. 1969년에 아버지가 일본으로 출장을 가게 됐는데 시골에 있는 친척들까지 김포공항으로 올라와 환송을 하며 단체 사진을 찍고 잔치를 벌이기도 했다. 아버지가 유학을 갔다오면서 공지영을 위해 핑크색 바바리와 키티 필통, 롤러스케이트까지 고가의 선물을 받으며 친구들 사이에서 주목을 받았다. 공부를 잘 하는 편이었던 공지영은 선생님에게 사랑도 받았다. 그러나 부모는 검소한 편이어서 용돈을 많이 주는 편은 아니었다. 잘 사는 친구들은 초등학생 이었음에도 불구하고 지갑에 지폐가 가득했고, 가까운 거리도 꼭 택시를 타고 다녔다. 그에 반해 다른 친구들은 풀빵조차 사먹을 돈이 없었다. 공지영은 저쪽에 가면 돈이 부족했고 이쪽에 오면 재수없는 왕따였다.
공지영은 초등학교 3학년때 MBC가 주최한 '어머니'를 주제로 한 글쓰기 대회에서 차상을 수상하고 상금 3만원을 받으면서 실력이 드러나기 시작했다. 이 때 입상한 글은 어머니가 오빠를 편애한다는 어린이다운 투정을 담은 내용이었다.
공지영 자신은 나름대로 하고 싶은 것을 하며 학창시절을 보냈다고 생각했으나, 나중에 생각해 보면 모범적인 학창시절을 보낸 것을 뒤늦게 알았다고 한다. 공지영은 학창시절 가장 큰 일탈로 "언니 코트를 입고 대학 도서관에 가서 공부하다가 커피숍을 가서 커피 마시다가 집에온게 가장 큰 일탈이었다"고 고백했다. 당시 고등학생이 커피숍에 가면 정학이었기 때문이다. 중학교 시절에 고등학교 야구부에서 활약하던 야구 선수 최동원을 좋아했다. 그러나 같은 학생에게 사인을 받는다는 게 자존심이 상했던 공지영은 최동원에게 "나중에 내가 사인을 해주겠다"라며 자신감을 보이기도 했다.
반에서 1등도 하는 등 학업 성적이 우수한 학생이었는데, 대학교에 입학하면서 인생이 바뀌기 시작했다. 공지영이 대학 생활을 하던 시절은 독재 정권이 집권하고 있었고 대학생들은 민주화 운동을 격렬하게 하였다. 그녀의 대학시절의 모습은 이미 고등학교 시절 준비되고 있었다고 인터뷰에서 이야기한다. 고3 대입시험 직전까지도 성당에서 가톨릭 포콜라레 운동(Focolare Movement)에 참가하여 일요일이면 하루 종일 성당과 빈민촌에서 보내며 가난한 이들을 만났다고 한다. "예전에는 인생에서 가장 큰 영향을 받았다고 생각한 막시즘이 이미 그 봉사활동 안에 녹아 있었다. 그래서 요즘은 가장 큰 영향을 받은 게 뭐냐는 질문을 받으면 그 활동을 얘기한다"고 말했다.

### 대학 시절과 이후
1981학번, 386 세대의 첫 세대로 민주화 열기가 가득했던 시대에 대학교를 다녔다. 연세대학교 방송국 아나운서로서 활동하다, 이후에는 문학회를 가게 됐다. 그곳엔 기형도 시인과, 성석제 소설가도 있었다.
당시에는 학생 식당에서 밥먹을 돈이 없는 친구들이 많았다. 선배들이 곱게 자라온 공지영에게 싫은 내색을 하기도 했다. 서른살이 되어서야 기형도 시인의 책을 보면서 가난의 문제를 알게 됐다. 자신은 먹고 싶은대로 먹고 자랐는데, 친구들은 가난에 시달리고 있다는 점에 미안함을 느끼기도 했다. 자신의 노력을 통해 얻은 부유한 가정이 아니었기 때문에 자신이 받은 것을 사회에 돌려줘야겠다는 생각을 하게 됐고, 책을 쓸때도 미안함을 갖고 쓰게 되었다. 공지영의 작품에는 동료 대학생들이 가졌던 신념과 자신의 성향이 자연스레 반영됐다. 공지영은 1980년대 민주화운동 시절에는 자신이 돈이 있는 것 자체가 부끄러웠던 시절이었다고 말했다. 공지영은 민주화운동에 참여하면서 아버지와 이념 갈등을 겪기도 했다. 1987년 대선 당시 구로구청 부정 개표 반대 시위에 갔다가 시위를 진압하러 온 경찰에 붙잡혀 1주일간 구치소에 수감됐다.

### 사회 활동
1984년 공지영은 시인으로 등장했다. 대학교 졸업 후 <한국작가회의>의 전신인 <자유실천문인협의회(자실)> 상근 간사로 취직했다. 당시 <자실>을 드나들었던 문인들은 공지영을 담배 많이 피우고 늘 인상 찌푸렸던 삐딱한 시인으로 기억했다.
1987년 부정 개표 반대 시위에 참가했다가 구치소에 수감되었던 경험을 토대로 쓴 《동트는 새벽》을 1988년 내놓아 창작과 비평에 실리며 소설가로 등단했다.

### 작가로서의 활동

#### 작가 데뷔
1988년 공지영은 《동트는 새벽》으로 등단했다. 같은 해 딸도 낳았다. 공지영은 결혼 후 딸을 키우며 교외의 작은 아파트에서 생활하고 있었다. 낮에는 시간이 없어 새벽에 글을 쓰면서 딸이 깰까봐 스탠드에 수건을 덮어놓고 쓰기도 했다. 이 때가 장편소설 《더이상 아름다운 방황은 없다》를 쓰던 때였다.
월셋방에서 혼자서 딸을 키우던 시절에는 돈이 부족해 생활비 마련을 위해 일을 찾던 중에 출판사에서 전화가 와서 "선금으로 원고료 150만 원을 주고 글을 다 쓴 후 150만 원을 준다"라는 조건을 제시했고 공지영은 이 조건을 받아들여 원고료를 생활비로 썼다. 돈이 부족했으나 공지영은 가난이 큰 동력이었다고 말했다.
여성들의 지지를 받아 페미니스트의 대표가 됐다. 공지영은 이러한 관심이 부담스러웠다. 페미니스트 단체에서 행동을 같이 하자며 연락이 쇄도했으나 공지영은 거부했다. 《무소의 뿔처럼 혼자서 가라》는 80~90만부가 팔렸다. 비슷한 시기 내놓은 《고등어》, 《인간에 대한 예의》도 함께 베스트 셀러에 오르면서 더 많은 인지도를 얻었다. 그러나 안좋은 일도 많이 생겼다. 곧 공지영 신드롬을 분석하는 평론이 나왔는데 "대중의 지지만을 얻기 위한 글을 쓴다", "얼굴로 책을 판다"는 등의 혹평이 나왔고 동료들마저 그런 이야기를 하면서 충격받고 정신과 치료를 받으러 다니기도 했다. 그러던중 《봉순이 언니》를 끝으로 7년동안 작품을 내놓지 않았다. 공지영은 "힘든 시기에 막내도 태어났고 이혼도 하면서 인생을 망쳤다. 돌이킬 수 없다'는 생각이 들어 작품을 쓰지 않았다"고 말했다.

### 복귀
공지영은 7년간의 공백 끝에 복귀했다. 아이들의 학비 등을 벌어야 했기 때문이다. 7년만에 펜을 잡자 문장이 머릿속에서 나오지가 많아 고민에 빠지기도 했다. 아들이 초등학교에 입학하던 시절이었는데 돈은 나올곳이 없어 어떻게든 글을 써야겠다는 강박관념을 갖고 썼다. 전에는 단편을 쓰는데 보름정도 걸렸으나 복귀 후에는 6개월이 걸릴정도로 힘들게 글쓰기를 시작했으나 아이들을 생각하며 글을 쓴 결과 차츰 이전의 페이스를 다시 유지했다. 공지영은 그 공포가 심해 앞으로는 펜을 놓지 않겠다고 다짐했다. 그리하여 나온 작품이 《우리들의 행복한 시간》이다. 사형수의 이야기를 다룬 이 소설은 사형수만이 공지영 자신을 이해한다고 생각하여 쓴 것이었다. 죽고 싶어도 죽지 못하는 자신과, 살고 싶어도 죽어야 하는 사형수를 작품에 투영한 것이었다. 공지영은 소설을 쓰면서 5개월정도 사형수들과 시간을 보내면서 인생이 바뀌었다고 고백했다. 공지영은 사형수를 처음 만나자마자 눈물을 마구 흘렸다. 그 눈물은 3년간 이어졌는데 그러한 눈물을 본 사형수가 마음을 서서히 열기 시작했다. 밥을 먹었느냐고 묻는 사소한 질문에서부터 시작된 교감으로 인해 사형수들이 변해가는 것을 보면서 이전까지 공지영이 품어왔던 인간에 대한 불신을 내려놓고 인간에 대한 신뢰가 싹트기 시작해 지금까지도 사형수들과의 우정을 이어가고 있다.
《우리들의 행복한 시간》이 베스트셀러가 된 후 유력 일간지에 인터뷰가 실리게 됐다. 평소에 친하게 지내던 기자가 "국장이 바뀌어서 특집을 하려는데 공지영 인터뷰를 하고와라"는 지시가 내려져 공지영은 자신을 알아봐준다는 생각에 기쁜 마음으로 인터뷰를 나갔다. 그리고 가벼운 마음으로 "성이 다른 아이 셋을 키우고 있다"며 고백했다. 별다른 생각은 하지 않았으나 다음날 신문 가판대에서 1면에 '아이 셋, 이혼 셋'이라는 제목으로 나간것을 보며 놀랐으나 한편으로는 '이런것들 때문에 사람들이 손가락질을 할까봐 걱정했지만 오히려 통쾌하다'는 생각도 가졌다. 아버지는 공지영에게 전화해 "네가 세번 이혼하는 것은 싫지만, 네가 불행해지는 것은 더 싫다"라며 공지영을 걱정해줬고 많은 용기가 됐다. 소설가의 이미지가 중요했던 시기 공지영은 좌절했으나 "소설가 못하면 어떤가, 내 인생이 그것뿐은 아니다"라며 스스로 위안을 얻고 위대한 소설가보단 인생의 승리자가 되기로 마음먹었다. 기사가 나간 후 사람들에게 비난을 받을것을 우려하였으나 아픔을 뚫고 나온 것에 대해 사람들이 긍정적인 반응을 보내왔고 수많은 안티들도 사라졌다. 아이들에게도 솔직하게 알려줬다.

## 평가

### 긍정적 평가
실천적인 1960년대생 작가라는 평가가 있다. 이는 공지영은 행동적이고 실천적인 작가로서 사회문제에 직접적인 발언을 하는 우리 세대가 꼭 필요로 하는 소중한 작가라는 입장이다.
여성 문제를 다룬 《무소의 뿔처럼 혼자서 가라》가 여성들의 지지를 받으면서 공지영은 페미니스트의 대표처럼 인식이 되었고 공지영은 이러한 관심이 부담스러웠다. 페미니스트 단체에서 행동을 같이 하자며 연락이 쇄도하기도 했으나 공지영은 이러한 요청에 거절 의사를 표했다.
공지영을 인터뷰한 《괜찮다, 다 괜찮다》의 저자 지승호는 "공지영은 마초가 지배하는 한국 사회에서 드물게 성공한 여성이다"라고 평했다. 소설가 박완서는 "공지영의 소설이나 산문은 평론가의 도움 없이도 뭔 소린지 알아먹게 하는 문장이다. 사생활에 대해 내숭 떨지 않는 정직성이 있다"라고 평했다.
1994년에 《고등어》, 《인간에 대한 예의》, 《무소의 뿔처럼 혼자서 가라》 등 세 권이 동시에 베스트셀러 10위권에 올랐고 '공지영 신드롬'이라는 용어가 생겨나기도 했다. 이후 자전적 성장 소설 《봉순이 언니》도 많은 사랑을 받았다. 7년 간의 공백기를 가진 후에 《우리들의 행복한 시간》을 집필했는데, 이 소설은 사형제 존폐 문제를 다룬 것으로서 소설로도 많이 읽혔지만 영화로도 제작되어 400만 명의 관객이 들었다.
자신의 경험담을 모티브로 삼아 자신의 가족을 모델로 《즐거운 나의 집》를 집필하였다. 이 소설에는 자신의 사생활도 일부 반영하여 당당하게 공개하였는데, 이는 젊은 여성들에게 많은 지지를 받아 '닮고 싶은 여성 4위'에 오르기도 했다. 2009년 《도가니》를 출간하였고 이 소설은 실화를 바탕으로 장애인 학교의 비리를 다루어 많은 주목을 받았고 2011년 영화로 제작되어 약 400만 명의 관객이 들었다.
2011년 1월 7일, 문학사상이 주관하는 이상문학상 심사위원회는 공지영이 《맨발로 글목을 돌다》에서 이루어낸 소설적 성과를 높이 평가하여 이 작품을 2011년도 제 35회 이상문학상 대상 수상작으로 선정하였다. 이 작품은 공지영이 5년 만에 내놓은 단편 소설로 월간 '문학사상' 2010년 12월호를 통해 발표됐다. 북한 납치범, 위안부 경험자, 아우슈비츠 수용자 등 서로 다른 시공간 속에 존재하는 인물들이 역사적 폭력을 견디며 살아가는 과정을 그렸다. 심사위원으로 참여했던 문학평론가 권영민 서울대 교수는 이 작품에 대해 "개인에 대한 폭력이라는 주제를 진지하게 탐색하는 과정에서 독특한 구성법과 작품 세계를 드러낸다"라고 평했다.
1988년 작가 데뷔 이래 2011년까지 작품은 총 900만 부가 팔렸다.
2011년 12월 22일, 인터파크가 주최한 《제 6회 2011 최고의 책》 시상식에서 공지영은 득표율 39.7%를 기록해 '2011 최고의 작가' 부문에 선정됐다.

### 부정적 평가
문장력이 취약하고 글이 세속적이라는 평가가 있다.
계간 '문학수첩' 특집 《여성 문학을 묻다》에서 평론가 정문순은 공지영의 작품에 대해 "운동권 경력을 활자로 남기고 싶어하는 욕망이 이면에 깔려 있다는 의혹을 떨치기 힘들다"고 평가했다.
정문순을 비롯한 공지영에 대해 부정적인 평가를 하는 평론가들은 "공지영은 조숙한 여자 아이 수준의 인식에 머무르는 여성 작가이다. 공지영의 소설은 대부분은 그 내용이 과거에 들러붙어 있고 자의식의 과잉이라는 문제점을 가지고 있다"라고 평가했다.

#### '의자놀이' 논란
공지영의 르포르타주 신간 '의자놀이'에서 시민운동가 하종강 교수의 글을 인용하였는데, 인용한 해당 부분이 르포작가 이선옥의 글을 인용한 부분으로 알려짐에 따라 편집후 새로 찍겠다는 입장을 밝혔다. 이 과정에서 찍어놓은 책을 회수후 폐기하라고 요구한 것에 대해 공지영의 트위터에서 하종강 교수를 원색적으로 비난한 문제로 인해 논란이 일었다. 이 논란과 별도로 공지영과 쌍용자동차 해고노동자, 시민, 출판사 휴머니스트가 재능 기부 프로젝트로 출판한 의자놀이의 총 기부액이 2014년 2월 현재 3억 7천여만원이다. 여기에는 공지영의 인세, 출판사 판매 수익금, '의자놀이' 계좌 모금액 등이 포함된다.

## 사회적 발언에 대한 논란

### 종합편성채널에 대한 반대입장
2011년 12월 1일, JTBC, TV조선, 채널A, MBN 등 종합편성채널 4개사가 방송을 시작했다. 전국언론노동조합은 이와 관련해 ‘조중동 방송 특혜 반대’를 주장하며 총파업에 들어가는 등 강하게 반발했다. 이런 사회 분위기 속에서 공지영도 트위터를 통해 종합편성채널의 개국에 대해 반감을 표현했다.
공지영은 "TV채널을 돌리다 보니 종편개국 축하쇼에 인순이가 나와 노래를 부른다. 우리 사회가, 우리 모두의 노력이 유명 연예인들에게 개념 연예인이 되어줄 것을 요구하는 것이 약간의 무리로 다가온다"라는 한 트위터러의 말에 "인순이님 개념 없는 거죠 머"라고 멘션을 달았고, "김연아가 그냥 인터뷰가 아니라 TV조선 9뉴스 프로그램을 하나하나 소개한다"라는 한 트위터러의 말에 "연아, 아줌마가 너 참 예뻐했는데 네가 성년이니 네 의견을 표현하는 게 맞다, 연아 근데 안녕"이라는 멘션을 달았다.
이 발언으로 인해 공지영은 네티즌들로부터 공격을 받았다. 네티즌들은 공지영 또한 중앙일보나 동아일보에 소설을 연재한 적이 있다고 지적하였고 이에 공지영은 "나 욕참고 말할게 비슷 알바 다 꺼져라 응? 노무현 때였다"라고 트위터에 올리기도 했다. 중 이에 대해 중앙일보는 논설위원의 칼럼을 통해서 "그녀의 언론활동을 보면 그녀는 '중앙일보의 친구'였으며, 중앙일보는 '노무현 정권의 가혹한 비판자'였다."라는 표현을 쓴바 있다.
2011년 12월 2일, 공지영은 자신의 발언과 관련한 논란을 정리하고자 트위터에 "내 딸이 거기 나갔어도 똑같이 이야기했을 것이다. 내가 내 사설 의견 공간인 SNS에 내 후배와 인순이를 이야기하면서 그녀(인순이)가 그렇게 노래하는 건 개념 없는 거니 너무 슬퍼마, 한 취지였고 연아는 아줌마와 의견이 다르니 내가 슬프다 하는 거였다. 나는 오늘 반성을 깊이 했다. 내가 당신들의 공격성을 이토록 이끌어낸 것을. 하루 종일 힘들었다. 두려워서는 아니다. 슬퍼서였다"라고 글을 남겼다.

### 교정위원 탈락에 대한 논란
법무부의 교정위원은 구치소와 교도소의 수형자 교화 활동에 참여하는 무보수의 민간 자원 봉사자들을 말한다. 이들이 접하는 만남의 대상에는 사형수들도 포함된다. 공지영은 2003년 장편소설 우리들의 행복한 시간 집필을 준비하며 사형수들과 만났으며 13년 동안 이 만남이 이어졌다. 하지만 2015년 봄에 이어, 가을에도 법무부 교정위원 재위촉에서 탈락하였고, 공지영이 속한 천주교의 봉사단체인 천주교 서울대교구 교정사목위원회를 통해 최종 통보를 받았다. 이에 대해 공지영의 '정치적 성향’ 때문에 법무부 교정위원에 재위촉되지 못했다는 소식이 흘러나왔고, 그는 자신의 페이스북을 통하여 “죽이려고 번호(를) 매겨 놓은 사람들(사형수들에게) 내 정치성향이 뭐든 무슨 상관이란 말일까?”라며 분통을 터뜨리며, 봉사활동을 하는데에도 “본래 제게 있지도 않은 ‘사상검열’을 당하는 기분”이라고 토로하였다. 2018년 4월 1일 서울 구치소 교정위원에 다시 위촉되는 위촉장을 받았다고 8월 8일 자신의 페이스북에 밝혔다. "황교안이 법무장관 재직시설 빼앗겼던 교정위원증 재발급 받았다"며 "정권이 바뀜을 이제사 실감한다"고 적었다.

## 작품
- 1988년 등단작(단편) 《동트는 새벽》(창작과비평)
- 1989년 장편소설 《더 이상 아름다운 방황은 없다》
- 1991년 장편소설 《그리고 그들의 아름다운 시작 1-2》
- 1993년 장편소설 《무소의 뿔처럼 혼자서 가라》(문이당)
- 1994년 《미미의 일기》(한양출판)
- 1994년 창작집 《인간에 대한 예의》(창비)
- 1994년 장편소설 《고등어》(웅진출판)
- 1996년 《상처없는 영혼》(푸른숲)
- 1997년 장편소설 《착한 여자 1-2》
- 1998년 장편소설 《봉순이 언니》
- 1999년 창작집 《존재는 눈물을 흘린다〉(창비)
- 2001년 《작가 공지영과 다시 만난 어린왕자》(세상모든책)
- 2001년 《공지영의 수도원 기행》(김영사)
- 2004년 《별들의 들판》(창비)
- 2005년 장편소설 《우리들의 행복한 시간》(푸른숲)
- 2005년 《사랑 후에 오는 것들》(소담출판사)
- 2006년 《빗방울처럼 나는 혼자였다》(황금나침반)
- 2007년 《책로역정(冊路歷程)》 (스쿱(SKOOB))
- 2007년 《즐거운 나의 집》(푸른숲)
- 2008년 《네가 어떤 삶을 살든 나는 너를 응원할 것이다》(오픈하우스)
- 2008년 《괜찮다, 다 괜찮다》(알마)
- 2009년 《아주 가벼운 깃털 하나》(한겨레출판)
- 2009년 장편소설 《도가니》(창비)
- 2010년 《공지영의 지리산행복학교》(오픈하우스)
- 2010년  《사랑후에 오는것들》(소담출판사)
- 2012년  《의자놀이》(휴머니스트)
- 2013년 《높고 푸른 사다리》(한겨레출판)
- 2014년 《공지영의 수도원 기행 2》(분도출판사)
- 2015년 《딸에게 주는 레시피》(한겨레출판)
- 2016년 《시인의 밥상》(한겨레출판)
- 2017년 《할머니는 죽지 않는다》(해냄출판사)
- 2018년 《해리 1,2》(해냄출판사)
- 2020년 《먼 바다》(해냄출판사)

## 방송
- 내래이션: 《MBC 스페셜》 - <지리산에서 행복을 배우다>(2011년 3월 4일)
- 게스트: MBC 《황금어장》 - <무릎팍도사> 2011년 2월 9일
- 진행: CBS 《아주 특별한 인터뷰》(2006년)

## 상훈
- 2001년 - 21세기 문학상, 한국소설가협회 한국소설문학상
- 2004년 - 오영수 문학상
- 2006년 - 앰네스티 언론상 특별상
- 2007년 - 한국 가톨릭문학상 장편소설 부문[42]
- 2011년 - 이상문학상 대상
- 2015년 - 제25회 한국 가톨릭 매스컴상 출판부문 - 공지영의 수도원 기행 2

## 가족
공지영은 세 번의 결혼을 하였고 각 결혼마다 한 명의 자식을 두어 슬하에 2남 1녀를 두었다.
- 첫번째 : 위기철(작가, 1985년 결혼~ 1991년 이혼, 딸: 위위녕)
- 두번째 : 오병철(영화감독, 1993년 결혼~ 1995년 이혼, 아들: 오둥빈)
- 세번째 : 이해영(교수, 허수경 세번째 남편, 1997년 결혼~ 2004년 이혼, 아들: 이제제)

## 기타
- 위기철 (작가)(1985년 결혼~ 1991년 이혼), 오병철(1993년 결혼~ 1995년 이혼), 이해영(1997년 결혼~ 2004년 이혼) 등과 결혼했고 이혼했다.

- 공지영은 운동권 학생으로서 활동하면서도 연애를 하였고 첫사랑과 첫 번째 결혼을 하였다.[17] 이 결혼에 대해 공지영의 아버지는 반대했으나 공지영은 "아버지와 같은 부르주아가 좋아하는 사람과는 결혼할 수 없다"라고 말하며 이 결혼을 강행했다.[43]

- 《무소의 뿔처럼 혼자서 가라》는 첫 번째 이혼 후 쓴 첫 작품인데, 언론에서는 작품보다 공지영의 이혼 소식에 더 관심을 보였다.[44]

- 공지영은 베스트셀러 작가였지만, 이혼 등의 경험과 특유의 가치관으로 부를 이루지는 못했다. 세 번째 이혼을 한 이후에 처음으로 저축을 시작했다.[45] 2003년 공지영은 친구들 30명 정도가 있는 지리산에 내려갔었다. 친구들은 대부분 집이 없다. 그곳에서 가장 부자인 친구가 연 70만 원을 지불하는 집에서 살고있을 정도이다. 하지만 빚도 없고 행복하게 잘 살고 있었다.[21] 한때는 화전을 부쳐먹기로 해 공지영이 새벽 6시 반에 출발해 약속 시간인 11시쯤에 그 집에 도착해보니 다들 자고 있는 것이었다. 친구들은 시간 개념이 전혀 없었고 알고보니 집에 시계가 없다는 점을 눈치챘다. 그 친구들은 게으른 배짱이들처럼 여유롭게 지내며 넉넉하지도 못한 생활을 하고 있지만 행복한 생활을 하고 있는 것을 보면서 공지영도 나중에 그곳에 내려가 살고 싶다는 생각을 가졌다. 공지영은 나중에 자신이 인생을 실패하고 아무것도 없이 와도 받아줄 수 있는 곳이 있다는 사실에 나름대로 위안을 갖게 되었다.[46]

- 공지영은 7년 간의 공백 끝에 복귀했는데, 이는 아이들의 학비 등을 벌어야 했기 때문이라고 밝혔다.[20]

- 《우리들의 행복한 시간》이 베스트셀러가 된 후 유력 일간지와 인터뷰를 가졌다. 평소에 친하게 지내던 기자가 공지영에게 "국장이 바뀌어서 특집을 하려는데, '공지영 인터뷰를 하고 와라'라는 지시를 받았다"라고 말했고, 공지영은 자신을 알아봐준다는 생각에 기쁜 마음으로 인터뷰 장소로 나갔다. 그리고 가벼운 마음으로 "성이 다른 아이 셋을 키우고 있다"는 말을 하였다. 자신의 이 발언에 대해 별다른 생각은 하지 않았는데, 다음 날 신문 가판대에서 신문 1면에 '아이 셋, 이혼 셋'이라는 제목으로 자신의 이야기가 기사로 나간 것을 보고 놀랐다. 하지만 공지영은 '이런 것들 때문에 사람들이 손가락질을 할까봐 걱정했지만 오히려 통쾌하다'라는 생각도 가졌다. 이혼에 대해 공지영의 아버지는 공지영에게 "네가 세 번 이혼하는 것은 싫지만, 네가 불행해지는 것은 더 싫다"라며 공지영을 걱정해줬고 이 말은 용기를 내는 데 도움이 되었다. 소설가의 이미지가 중요했던 시기여서 공지영은 좌절감을 느끼기도 했으나 "소설가 못하면 어떤가, 내 인생이 그것뿐은 아니다"라며 스스로를 위로했고, 위대한 소설가보단 인생의 승리자가 되기로 마음 먹었다. 한편, 공지영은 이 기사로 인해 사람들이 자신에 대해 비난을 할 것을 우려하였으나, 사람들은 공지영이 아픔을 뚫고 나온 것에 대해 긍정적인 반응을 보였다.[22]

## 같이 보기
- 무소의 뿔처럼 혼자서 가라
- 도가니
- 위기철